# 尹诚敏
尹诚敏（韓語：윤성민，1926年10月15日—2017年11月6日），韩国军人、政治家、政务公职人员、企业家，第17届国防部联合参谋本部议长，大韩民国第23任国防长官
12月12日政变时任韩国陆军参谋次长，处于陆军的正式指挥体系中。他的优柔寡断导致未能有效镇压叛乱军。
12月13日凌晨，尹诚敏在首都警备司令官办公室被首都警备司宪兵队长申允熙解除武装，并被押送至国军保安司令部的西冰库分部。同日凌晨，尹诚敏在保安司令官室接受了全斗焕、柳学圣和车圭宪的劝说，出任第1军代理司令。11天后，即1979年12月24日，尹诚敏正式接受并就任陆军第1军司令，并于1980年5月20日晋升为陆军上将。
他还担任了国家保卫非常对策委员会委员、国防部联合参谋本部议长，随后在1982年至1986年间出任第23任国防部长。
退役后，尹诚敏继续担任韩国国家石油公司理事长、大韩纺织协会会长、现代摩比斯常任顾问、自由民主联合特任委员等职务。
2017年11月6日，尹诚敏在首尔逝世，享年92岁。